# Droga krajowa nr 103 (Litwa)
Droga krajowa nr 103 (lit. Krašto kelias 103, w skrócie KK103) – jedna z litewskich dróg krajowych o długości 33 kilometrów, łącząca Wilno z granicą litewsko-białoruską w Ławaryszkach.
Droga zaczyna się w Wilnie, biegnie przez Zarzecze, Belmont, Nową Wilejkę, następnie przez Mickuny i Ławaryszki do granicy białorusko-litewskiej w kierunku Połocka.